# South Moreton Castle
South Moreton Castle ist eine Burgruine im Dorf South Moreton in der englischen Grafschaft Oxfordshire. Die Motte wurde im 11. Jahrhundert errichtet. Eine nahegelegene Trutzburg, vermutlich aus dem 12. Jahrhundert, trägt denselben Namen.

## Geschichte
South Moreton Castle ist eine normannische Motte aus dem 11. Jahrhundert über dem Mill Brook in der Nähe der Dorfkirche. Der Mound ist 50 Meter breit, 4 Meter hoch und von einem 15 Meter breiten Graben umgeben, der ursprünglich mit dem Wasser des Bachs gefüllt war. Er wurde gegen Ende des viktorianischen Zeitalters beschädigt und eine 46 Meter lange Wallanlage, die sich vom Mound weg erstreckte, wurde vermutlich zur selben Zeit zerstört. Es gibt örtliche Gerüchte, dass auf dem Mound einige Opfer des englischen Bürgerkrieges im 17. Jahrhundert begraben wurden. Die Burgruine gilt als Scheduled Monument.

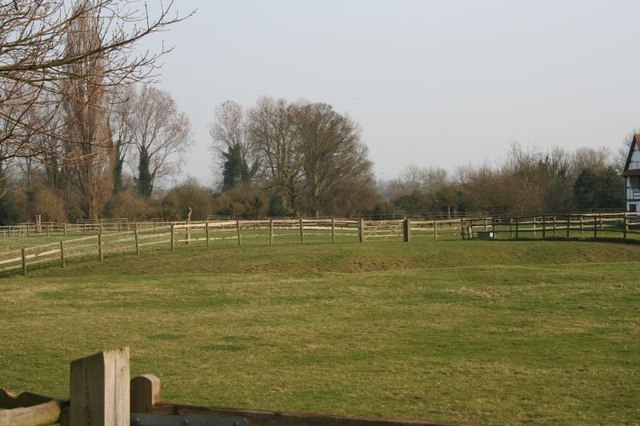
Die Reste der Trutzburg

Unmittelbar nördlich der Ruine der Hauptburg befindet sich eine weitere Befestigung, vermutlich aus dem Bürgerkrieg der Anarchie im 12. Jahrhundert. Eine andere Version ist, dass der Graben stattdessen mit dem nahegelegenen Herrenhaus in Verbindung steht und dass die Trutzburg aus den 1140er-Jahren tatsächlich die erste Burg über dem Mill Brook gewesen sei.